# El Zorro, la espada y la rosa
Pour les articles homonymes, voir Zorro (homonymie).
El Zorro, la espada y la rosa (en anglais The Sword and the Rose; en français Zorro, l'Épée et la Rose) est une telenovela en coproduction États-Unis et Colombie en 112 épisodes de 43 minutes basée sur les personnages de Johnston McCulley et s'inspirant librement du livre Zorro d'Isabel Allende, diffusée entre le 12 février 2007 et le 23 juillet 2007 sur Telemundo. Cette telenovela, réalisée par James Ordonez, Mauricio Cruz et Agustin Restrepo, a été produite par Telemundo, Sony Pictures Television International (SPTI) et la RTI Producciones (Colombie). Elle a été tournée entièrement en Colombie.

## Synopsis
L'histoire raconte la vie de personnes de la Californie espagnole, plus particulièrement dans la ville de Notre Dame de los Angeles, actuellement Los Angeles, où vivait un homme, Diego de la Vega, fils de l'ancien militaire Alejandro de la Vega. Diego est en apparence un homme de loi et de lettres qui ne s'intéresse qu'à la conquête de la poésie et à la lecture d'un bon livre. Cependant, Diego détient un secret : il est Zorro, le bandit le plus recherché de la Californie, qui se bat pour faire régner la justice et l'ordre dans la cité.
Pendant ce temps, en Espagne, une femme libérale et révolutionnaire, Esmeralda Sánchez de Moncada, doit être emmenée à l'église pour son mariage, mais elle ne veut pas se marier et fuit délibérément de l'église et arrive à une fête gitane où une femme lui donne un médaillon. Esmeralda lui accorde peu d'attention et poursuit sa fuite.
Le médaillon est en réalité une carte qui mène à un trésor caché en Amérique et appartient à Mercedes Mayorga d'Aragon, plus connue sous le nom de Sara Kali, reine d'Espagne et mère d'Esmeralda....

## Distribution
- Christian Meier : Don Diego Dela Vega / Zorro
- Marlene Favela : Esmeralda Sánchez de Moncada
- Arturo Peniche : Fernando Sánchez de Moncada
- Osvaldo Ríos : Don Alejandro Dela Vega
- Erick Elías : Renzo
- Héctor Suárez Gomís : Capitán Aníbal Pizarro
- Andrea López : Mariángel  Sánchez de Moncada
- Harry Geithner : Comandante Ricardo Montero
- Jorge Cao : Padre Tomás Villarte
- Adriana Campos  † : Yumalay / Guadalupe - Toypurnia / Regina de la Vega
- Natasha Klauss : Sor Ana Camila Suplicios
- César Mora : Sargento Demetrio García López
- Luly Bossa : Almudena Sánchez de Moncada
- Raúl Gutiérrez : Olmos Berroterran de la Guardia
- Andrés Mendoza : Daniel de la Vega
- Andrea Montenegro : María Pía de la Vega
- Andrea Martínez : Natalia de la Vega
- Ricardo González : Bernardo
- Luigi Aycardi : Tobias del Valle y Campos
- Brayan Pabon : Sebastian Garcia Lopez
- Germán Rojas : Jonás
- Andrés Carreño : Javier Sánchez de Moncada
- José García : Esteban Pizarro
- Ana Bolena Mesa : Sara Kali / Mercedes Mayorga de Aragón
- Sebastian Devia : Andrés Sánchez de Moncada
- María Margarita Giraldo : Azucena
- Carmen Marina Torres : Dolores
- Natalia Bedoya : Laisha
- Orlando Valenzuela : Miguel
- Luis Fernando Bohórquez : Javier
- Andreah Patapi : Mimi
- Marilyn Patiño : Catalina Quintana
- Fernando Corredor : El Juez Quintana
- Frank Beltran : Gerardo
- Ivelín Giro : María Luísa Burgos de Castilla
- Teresa Gutiérrez : La Marquesa Carmen Santillana de la Roquette
- Omar Garcia Carrillo : Camilo Santillana
- Didier van der Hove : Santiago Michelena
- Valentina Acosta : Selenia
- Brandon Peniche : Carlos (participation spéciale)
- Andres Sanchez : Sebastián Quintana
- Victor Rodríguez : Agapito
- Julián Álvarez : Cabo Aguirre
- Luis Mesa : Duque Jacobo Almagro de Castellón
- José Omar Murillo : Kamba
- Diego Vásquez : Leroy
- Jose Luis Lagares : Mambo / Cristian de Castellón
- Javier Delgiudice : Alfonso Diaz de Vergara
- Gabriel Valenzuela : Alejandro de la Vega / El Zorro (fils de Diego et d'Esmeralda)
- Andrés Márquez : Tornado

## International
Cette série a été la plus réussie du réseau en 2007 et une des plus grosses ventes à l'international. Sony Pictures Television International (SPTI) a demandé à Telemundo de produire une suite.
Cette série a été vendue à plus de 97 pays à travers le monde.